# 埃內斯托科爾多巴坎波斯 (巴拿馬區)
埃內斯托科爾多巴坎波斯（西班牙語：Ernesto Córdoba Campos），是巴拿馬的城鎮，位於該國中東部，由巴拿馬省的巴拿馬區負責管轄，該城鎮在2009年7月10日從拉斯昆布雷斯分出。